# Díptico da Anunciação (Álvaro Pires)
O Díptico da Anunciação é um díptico de pinturas a têmpera sobre madeira pintado cerca de 1417-20 pelo pintor português do período gótico Álvaro Pires de Évora, tendo cada painel com moldura 80 cm de altura e 43 cm de largura, e que se encontra actualmente na Galeria Nacional da Úmbria, em Perugia, legado por Franco Buitoni.
O Díptico da Anunciação, que foi comprado em Florença após o fim da II Guerra Mundial, quando estava nas Escolas dos Escolápios desta cidade, foi revelado por Klara Steinweg em 1959. Além de localizar a origem do Díptico no Colégio de S. Michele de Volterra e ter recordado um restauro realizado em 1943, Steinweg atribui-o a Álvaro Pires de Évora, atribuição confirmada sempre pela literatura posterior, como por Filippo Todini (1992), Pedro Dias (1994), Andrea de Marchi (1998) e Marius Mrotzek (2009).
Steinweg datou o Díptico da Anunciação do início da década de 1420, anterior ao Tríptico de Volterra que se encontra na Pinacoteca de Volterra e que então se considerava como sendo de 1423.  Documentação encontrada posteriormente permitiu associar o Díptico da Anunciação à família Mannucci e situá-lo numa data pouco após 1417, próxima portanto do Tríptico da Anunciação de S. Procolo de Lorenzo Monaco, que parece constituir, em muitos aspectos, o seu modelo.

## Descrição
O arcanjo Gabriel acabado de chegar encolhe as longas asas de penas laranja-vermelhas nas costas. O mensageiro divino inclina-se colocando em terra o joelho direito, enquanto repousa delicadamente o cotovelo esquerdo sobre a outra perna. Não possui nenhum atributo, nem lírio nem baculus viatorius, com exceção do diadema na frente do elegante penteado.
A Virgem Maria, envolta num pesado manto azul cujo interior é do mesmo tom verde da túnica de Gabriel, está sentada num banco posicionado obliquamente para sugerir a profundidade do espaço e que está pintado no rosa da capa do arcanjo. A simetria da composição levou a que também a Virgem cruze os braços sobre o peito, mostrando as suas mãos de dedos longos. O momento da anunciação ocorre sem que os olhares se cruzem, como se o anjo quisesse corresponder com uma atitude reverencial à humilde submissão de Maria, quase consciente da perturbação provocada.
Gabriel usa uma túnica verde sóbria, adornada com ouro nos pulsos, gola e pés com motivos que vagamente inspirados em caracteres cúficos. Tem pendurado no ombro esquerdo um grande manto rosa-velho que cai em dobras largas e macias mostrando um forro escuro no interior das abas que caem no chão; apenas a ponta do pé esquerdo permanece descoberta. A brancura de um dente pode ser vislumbrada da boca ligeiramente aberta. Os braços estão cruzados sobre o peito, tendo a mão direita dirigida à Virgem, e a outra, numa pose incomum, prende a túnica pouco abaixo da axila. A modéstia da atitude é sublinhada pelo olhar virado para baixo, como sem a ousadia de cruzar-se com o de Maria. Ela mesma parece não tirar os olhos do pequeno livro de orações que tem sobre o joelho, em cujas páginas abertas se lê a resposta ao anúncio de Gabriel: Ecce ancilla domini (Eis a serva do Senhor, Lucas 1:26–38).

## História
O Díptico da Anunciação esteve no Pio Istituto dei Buonomini di S. Michele de Volterra até 1935, mas não se sabe quando lá entrou e como, mas parece certo que tenha sido realizado para Volterra considerando a longa estada de Álvaro Pires nesta cidade. Além disso, dada a tipologia dos dois painéis, decerto terminações do cimo de um políptico, parece plausível que possam ter saído de um dos três retábulos existentes em Volterra. Andrea De Marchi, tendo notado as afinidades estilísticas e a compatibilidade das medidas (ambas as obras são pintadas sobre madeira de álamo), colocou a hipótese de fazer parte do Políptico da Catedral, hipótese que não recebeu o apoio na literatura subsequente, mas que segundo Marco Pierini resiste muito bem ao escrutínio da análise crítica. A única alternativa plausível, pela proximidade cronológica, seria o Políptico de S. Agostinho de 1423, do qual no presente não parece subsistir nenhum fragmento, enquanto o Retábulo de São Francisco, cinco anos posterior, se situa numa época em que o estilo de Álvaro Pires havia evoluído já no sentido de Gentile da Fabriano.
A datação tradicional em torno de 1423 teve origem num documento publicado em 1921 relativo ao contrato de Pires para um painel para a capela de Santa Catarina na igreja de S. Agostino, em Volterra, pelo executor testamentário de Filippino Bonci, acreditando-se, com base na Ilustração da catedral de Volterra de Gaetano Leoncini (1869), que o painel tinha chegado à Catedral depois de ter estado algum tempo no oratório de S. Lorenzo. Mas Álvaro Pires "em Volterra fez mais painéis" e graças ao testemunho inicial de Vincenzo Borghini, que deve datar de 1558, podemos ter a certeza que Álvaro Pires realizou em Volterra no espaço de uma década pelo menos três polípticos: o de S. Agostino, datável de 1423, o de S. Francisco, do qual Borghini deu a data de 1428 e a pintura da catedral que deve ser considerada a primeira.
Para Marco Pierini, o Díptico da Anunciação estilisticamente parece compatível com o desenvolvimento do estilo de Álvaro e perfeitamente consistente com o nível alcançado pelo Tríptico de Volterra. Há um padrão comum nas largas dobras das roupas bordadas com decoração pseudo-cuﬁche e fortes semelhanças nos "rostos ligeiramente bochechudos", e nos motivos vegetais do tecido que adornam o banco e o trono da Virgem, apresentando ainda as mesmas pequenas punções circulares de 6.5 e 4.5 milímetros de diâmetro.